# Андрейс Расторгуєвс
Андрейс Расторгуєвс (латис. Andrejs Rastorgujevs; 27 травня 1988, Алуксне) — латвійський біатлоніст, чемпіон світу з літнього біатлону 2006 року серед юніорів, чемпіон Європи з біатлону, учасник Олімпійських ігор та чемпіонатів світу з біатлону. Срібний призер Чемпіонату світу з біатлону 2024 у масстарті.

## Виступи на Олімпійських іграх
| Рік  | Міце проведення | Інд | Спр | Пр | МС | Ест |
| 2010 | Ванкувер        |     | 50  | 58 |    | 19  |

## Виступи на Чемпіонатах світу
| Рік  | Міце проведення      | Інд | Спр | Пр | МС     | Ест | ЗМ |
| 2011 | Ханти-Мансійськ      | 43  | 66  |    |        | 14  |    |
| 2012 | Рупольдінг           | 68  | 83  |    |        | LPD |    |
| 2013 | Нове Место-на-Мораві | 50  | 65  |    |        | LPD |    |
| 2024 | Нове Место-на-Мораві |     |     |    | Срібло |     |    |

## Кар'єра в Кубку світу
- Дебют в кубку світу — 6 грудня 2009 року в естафеті в Естерсунді — 17 місце.
- Перше попадання в залікову зону — 7 січня 2011 року в спринті в Обергофі — 40 місце.
- Перше попадання на розширений подіум — 7 березня 2013 року в індивідуальній гонці в Сочі — 4 місце.

Андрейс бере участь в етапах Кубка світу з біатлону починаючи з сезону 2009-2010. Свої перші залікові бали йому вдалося здобути вже в наступному сезоні. Поки що найкращим особистим результатом Андрейса є 4 позиція в індивідуальній гонці, яку він виборов на 8 етапі Кубка світу в російському Сочі в 2013 році та 4 місце в гонці переслідування, яке він посів на 4 етапі Кубка світу в німецькому Обергофі в 2014 році.

## Загальний залік в Кубку світу
- 2010—2011 — 71-е місце (46 очок)
- 2011—2012 — 76-е місце (33 очки)
- 2012—2013 — 36-е місце (229 очок)
- 2013—2014 — 16-е місце (456 очок)
- 2014—2015 — 27-е місце (370 очок)

## Статистика стрільби
| № п/п | Сезон     | Загальна        | Індивідуальна гонка | Спринт        | Гонка переслідування | Мас-старт     | Естафета      |
| ----- | --------- | --------------- | ------------------- | ------------- | -------------------- | ------------- | ------------- |
| 1     | 2009-2010 | 59,6% (68/114)  | 0,0% (0/0)          | 60,0% (30/50) | 55,0% (11/20)        | 0,0% (0/0)    | 61,4% (27/44) |
| 2     | 2010-2011 | 78,2% (136/174) | 81,7% (49/60)       | 74,3% (52/70) | 75,0% (15/20)        | 0,0% (0/0)    | 83,3% (20/24) |
| 3     | 2011-2012 | 80,0% (188/235) | 80,0% (32/40)       | 82,5% (66/80) | 85,0% (51/60)        | 0,0% (0/0)    | 70,9% (39/55) |
| 4     | 2012-2013 | 77,7% (251/323) | 81,7% (49/60)       | 77,8% (70/90) | 80,0% (80/100)       | 60,0% (12/20) | 75,5% (40/53) |